# Carex setosa
Carex setosa är en halvgräsart som beskrevs av Francis M.B. Boott. Carex setosa ingår i släktet starrar, och familjen halvgräs.

## Underarter
Arten delas in i följande underarter:
- C. s. mianxianica
- C. s. punctata
- C. s. setosa